# Hagtornsfly
Hagtornsfly (Allophyes oxyacanthae) är en fjärilsart som först beskrevs av Carl von Linné 1758.  Hagtornsfly ingår i släktet Allophyes, och familjen nattflyn. Arten är reproducerande i Sverige.

## Bildgalleri

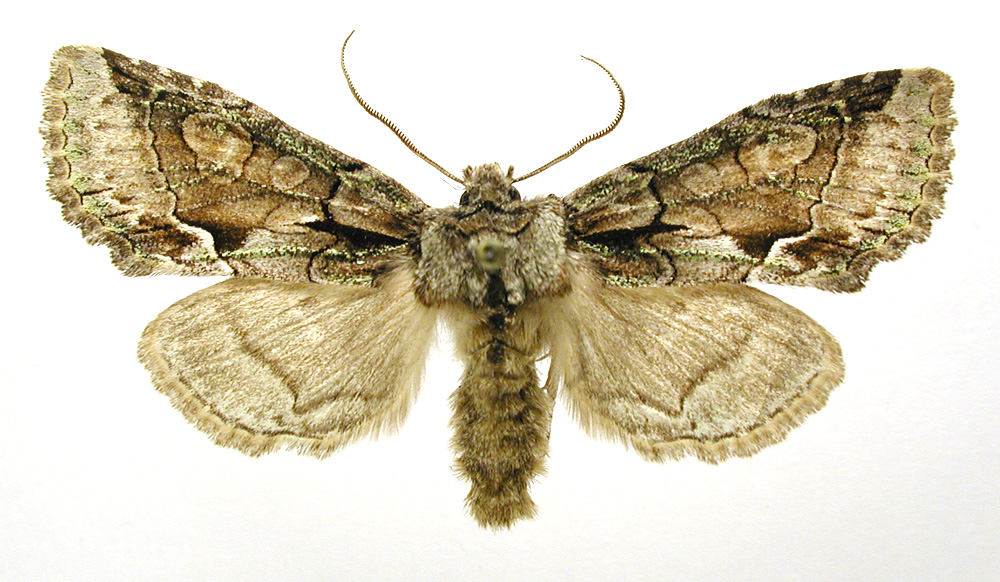
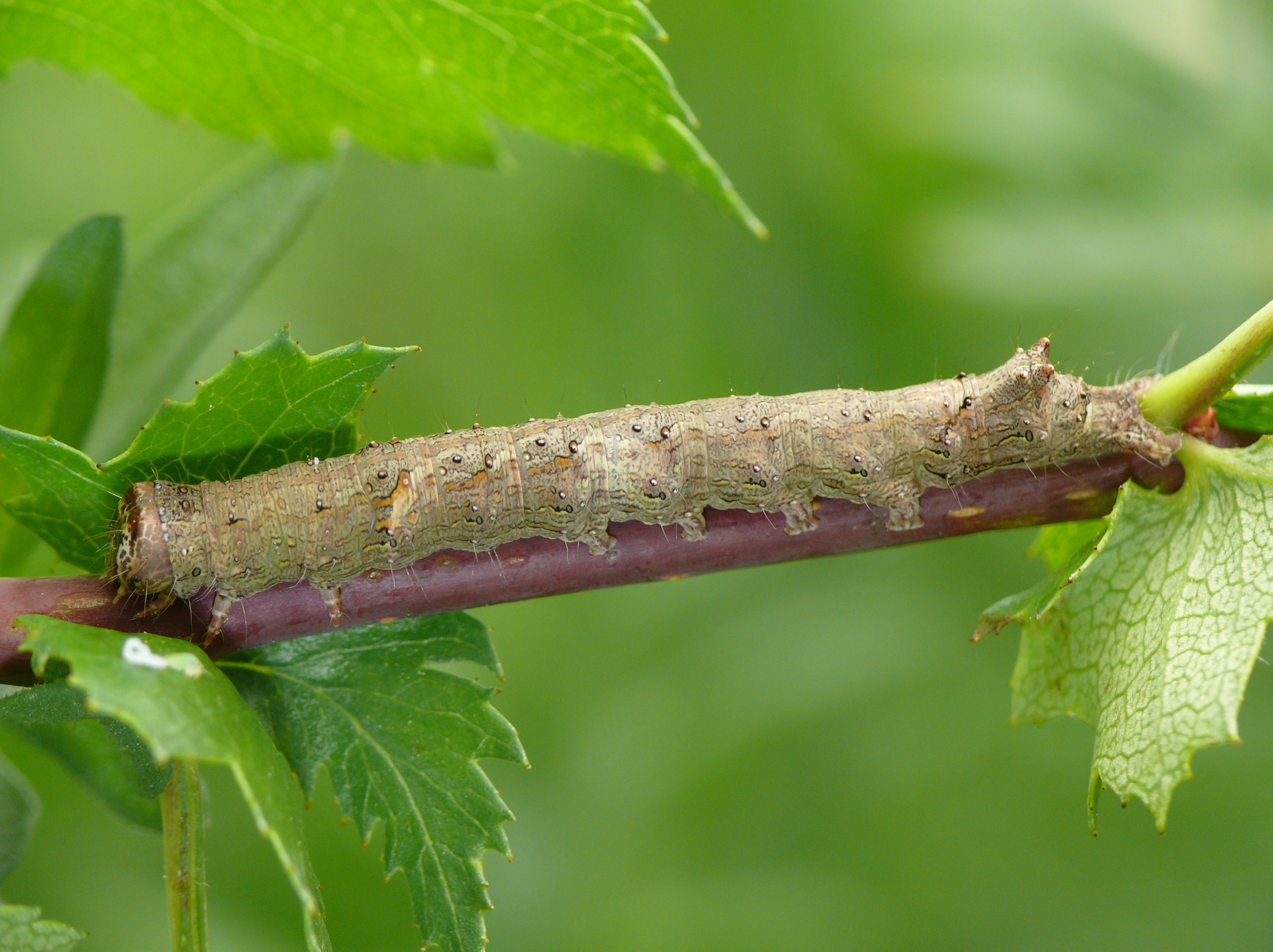
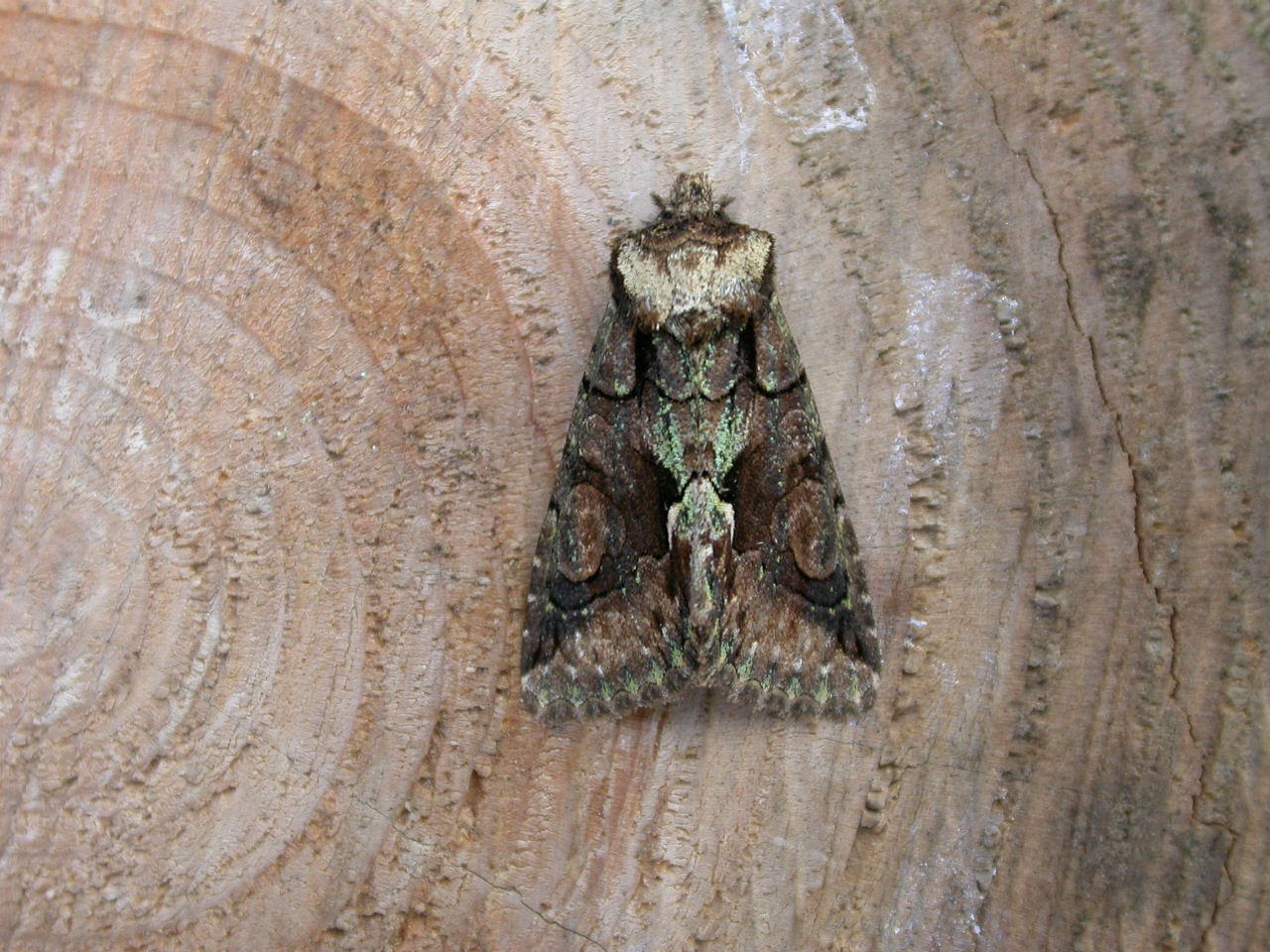